# Güinope (kommun)
Güinope är en kommun i Honduras.   Den ligger i departementet El Paraíso, i den södra delen av landet, 40 km sydost om huvudstaden Tegucigalpa. Antalet invånare är 6 936.